# Proboscina fragilis
Proboscina fragilis is een mosdiertjessoort uit de familie van de Oncousoeciidae. De wetenschappelijke naam van de soort is voor het eerst geldig gepubliceerd in 1991 door Moyano.